# Biechowy
Biechowy – część wsi Ksawerów w Polsce, położona w województwie wielkopolskim, w powiecie konińskim, w gminie Kramsk. Należy do sołectwa Ksawerów.
Biechowy są typem ulicówki, lecz posiadają także kilka domostw oddalonych od głównej części miejscowości. W latach 1975–1998 Biechowy administracyjnie należały do województwa konińskiego.

## Galeria

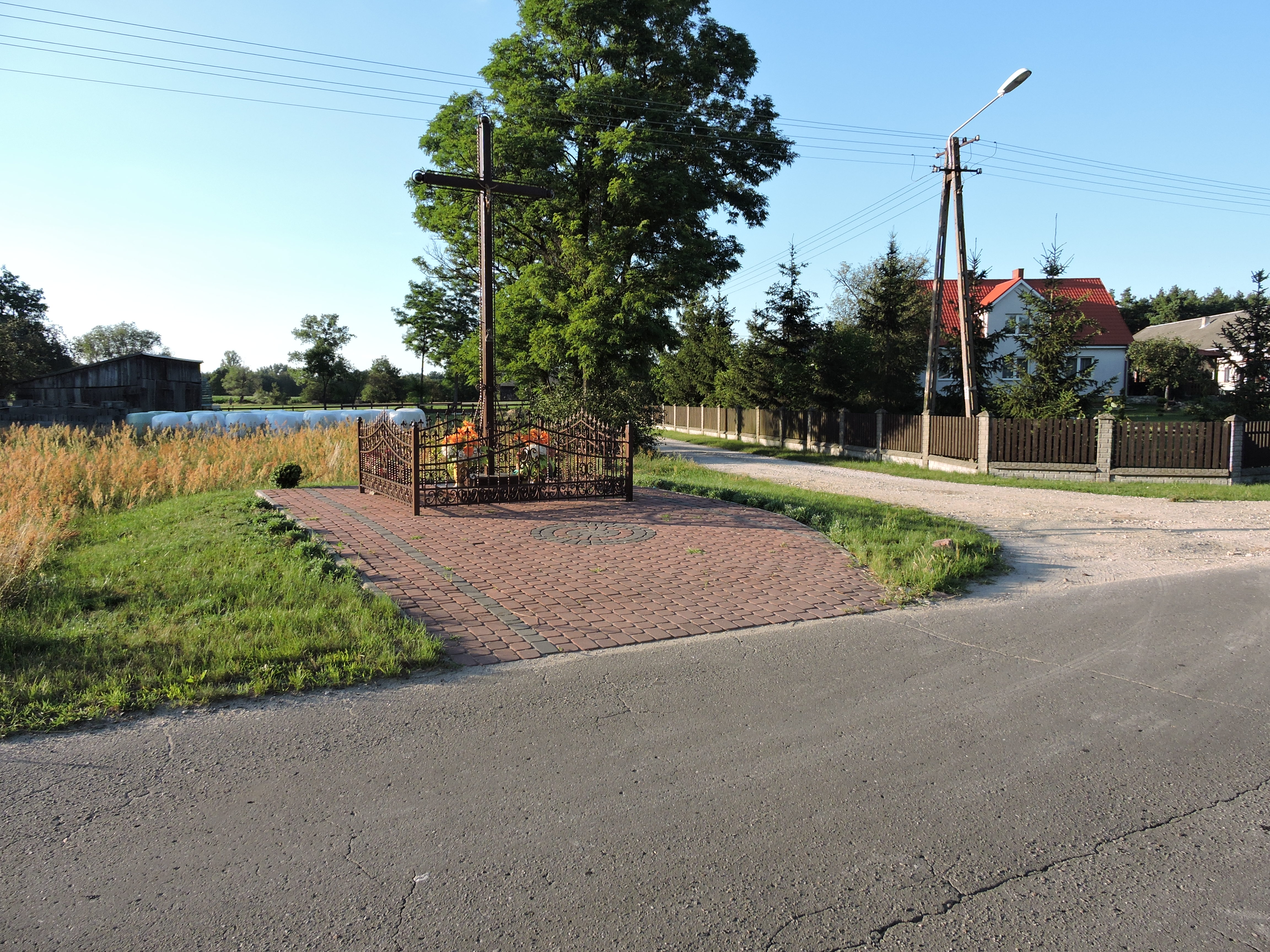
Centrum miejscowości
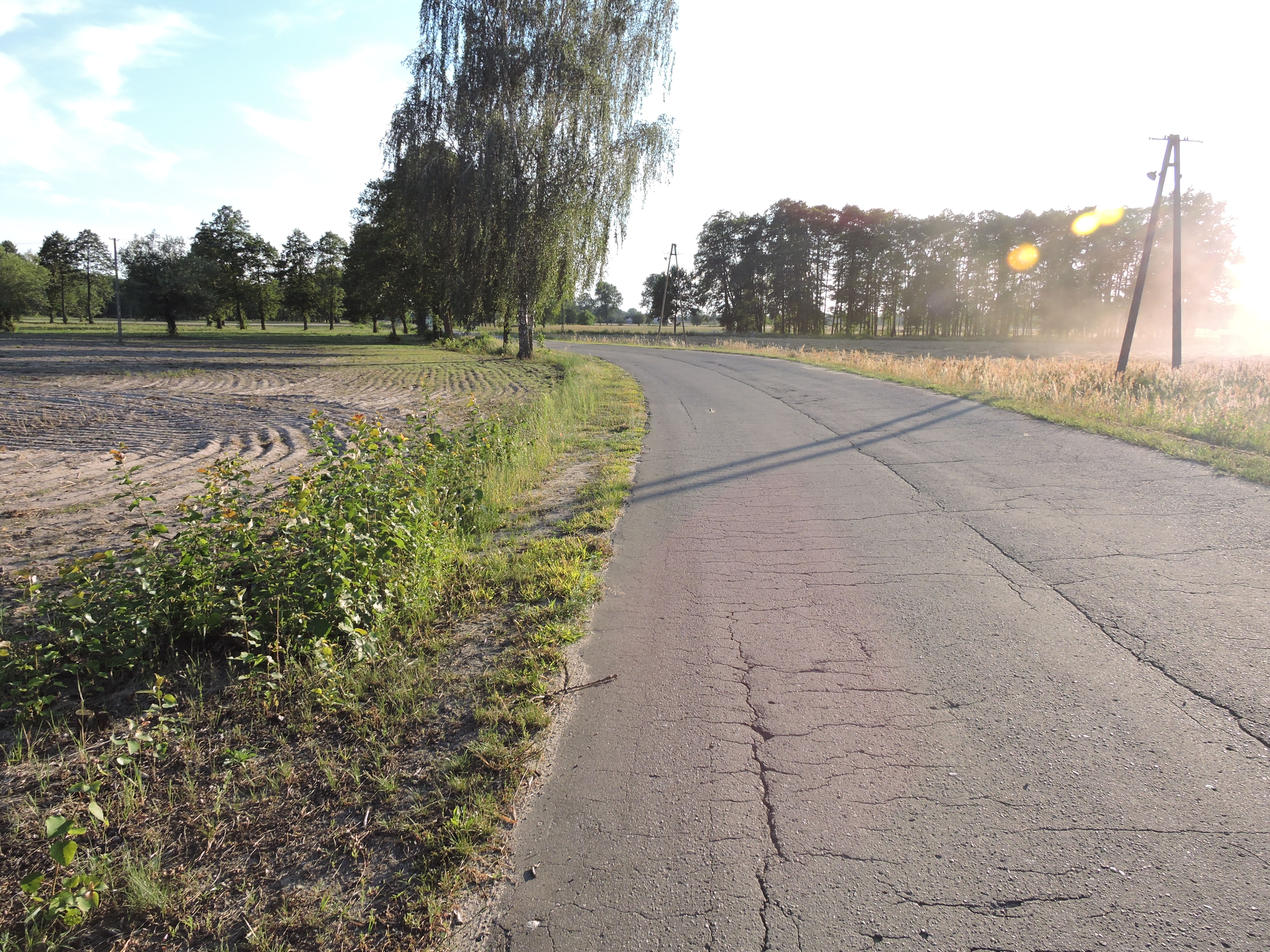
Centrum miejscowości